# Coq de Sonnerat
Gallus sonneratii
Espèce
Statut de conservation UICN

 LC  : Préoccupation mineure
Statut CITES
Répartition géographique
Répartition géographique
Le Coq de Sonnerat (Gallus sonneratii) est une espèce d'oiseaux de la famille des Phasianidae.
C'est un ascendant partiel de certaines races de poules domestiques : Un gène responsable du caractère héréditaire récessif (W*Y) « peau jaune », inconnu dans les populations sauvages du Coq doré est présent chez plusieurs races domestiques, est issu d'hybridation avec le Coq de Sonnerat . Seul les hybrides mâles de première générations sont fertiles.

## Nomenclature
Son nom commémore l'explorateur et naturaliste Pierre Sonnerat (1748-1814).

## Description

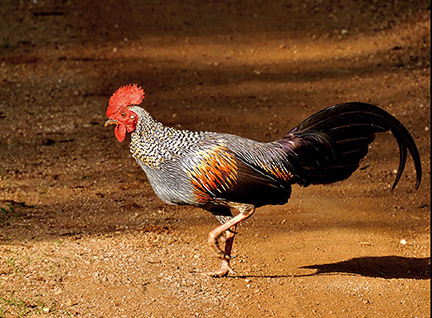
Coq

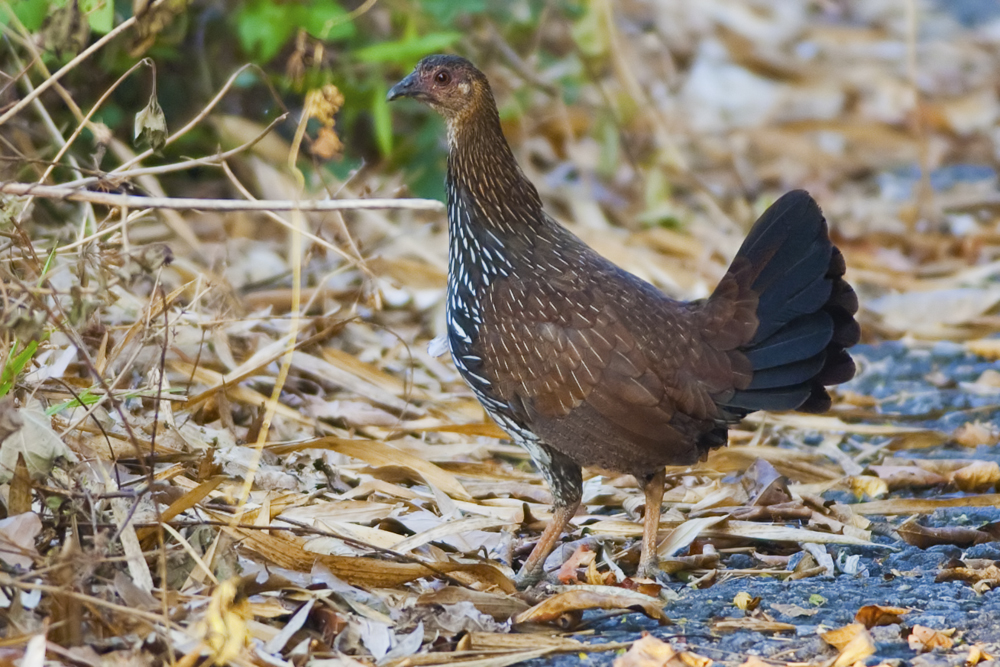
Poule

Sa crête est simple et dentelée comme Gallus gallus, mais son plumage diffère des autres coqs sauvages par sa structure, car le rachis des plumes est aplati et brillant et la base de la queue n'a pas de lancettes. Les oreillons et les barbillons sont rouges.
Chez cette espèce, il y a une « phase d'éclipse » du plumage du coq comme pour les sous-espèces sauvages de Gallus gallus, période durant laquelle les faucilles tombent et l'ensemble des plumes du camail raccourcissent et deviennent noires.
C'est l'espèce du genre Gallus qui s'adapte le mieux à la captivité avec Gallus gallus.
- Une mutation maintenant fixée de Gallus sonneratii a eu lieu en captivité en Angleterre en 1975, ayant transmis un plumage « lavande » plus pâle que la variété sauvage. Par conséquent, cette variété est considérée comme domestique.

- Des chercheurs français et suédois ont montré chez certaines poules domestiques la présence d'un gène issu d'hybridation avec Gallus sonneratii, ayant transmis le caractère héréditaire récessif (W*Y) « peau jaune » à plusieurs races domestiques[2]. Néanmoins, les races domestiques sont classées comme sous-espèces de Gallus gallus, cette espèce dominant dans son patrimoine génétique.

## Dimorphisme sexuel
Comme tous les phasianidés, le dimorphisme sexuel est très marqué : le coq est plus grand et vivement coloré avec des ergots sur les tarses, alors que la poule est plus petite et plus terne, ce qui lui permet de se camoufler lors de la couvaison.
La crête est développée chez le coq, alors qu'elle  est quasi inexistante chez la poule.

## Reproduction

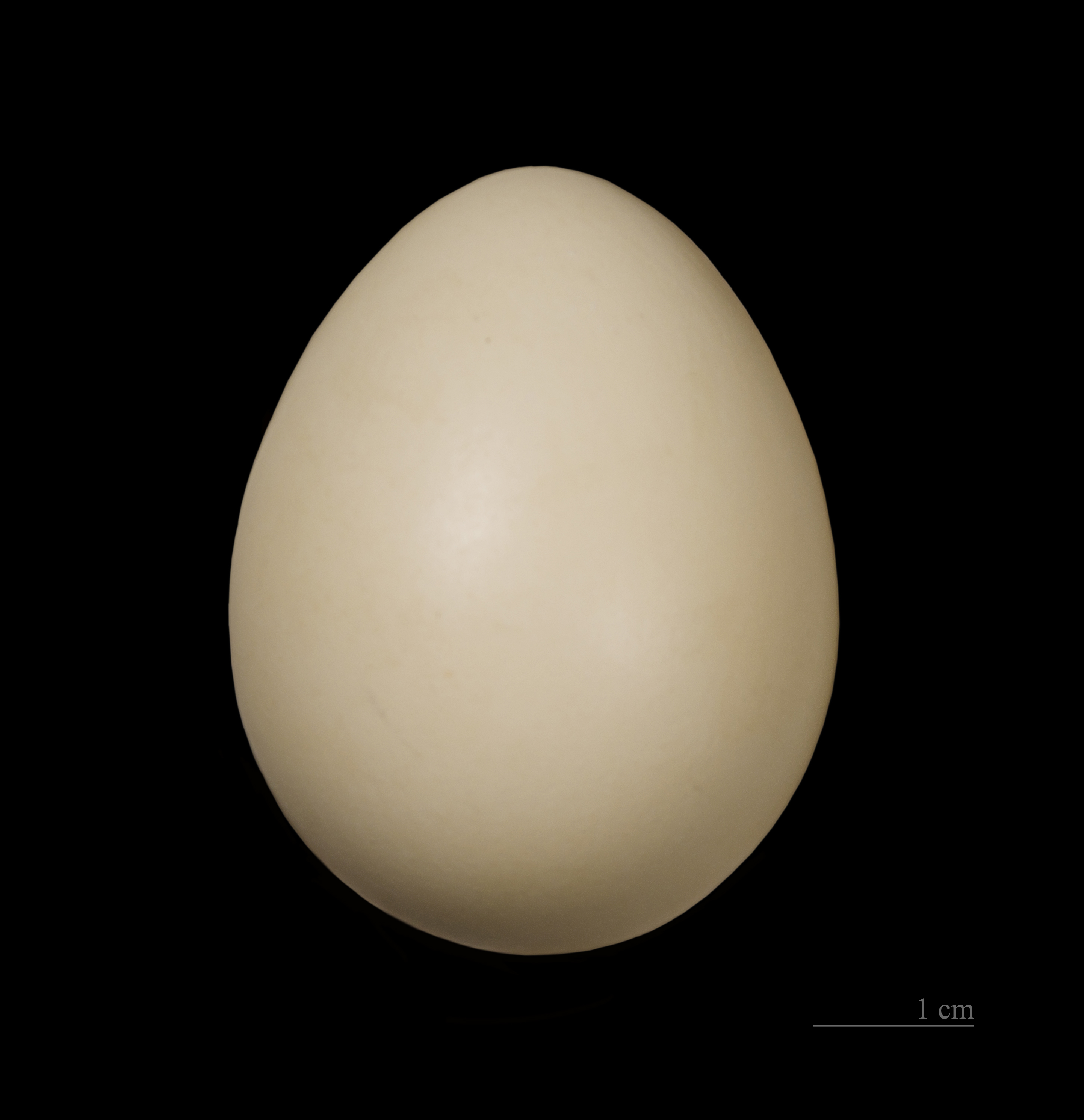
Œuf de Gallus sonneratii - Muséum de Toulouse

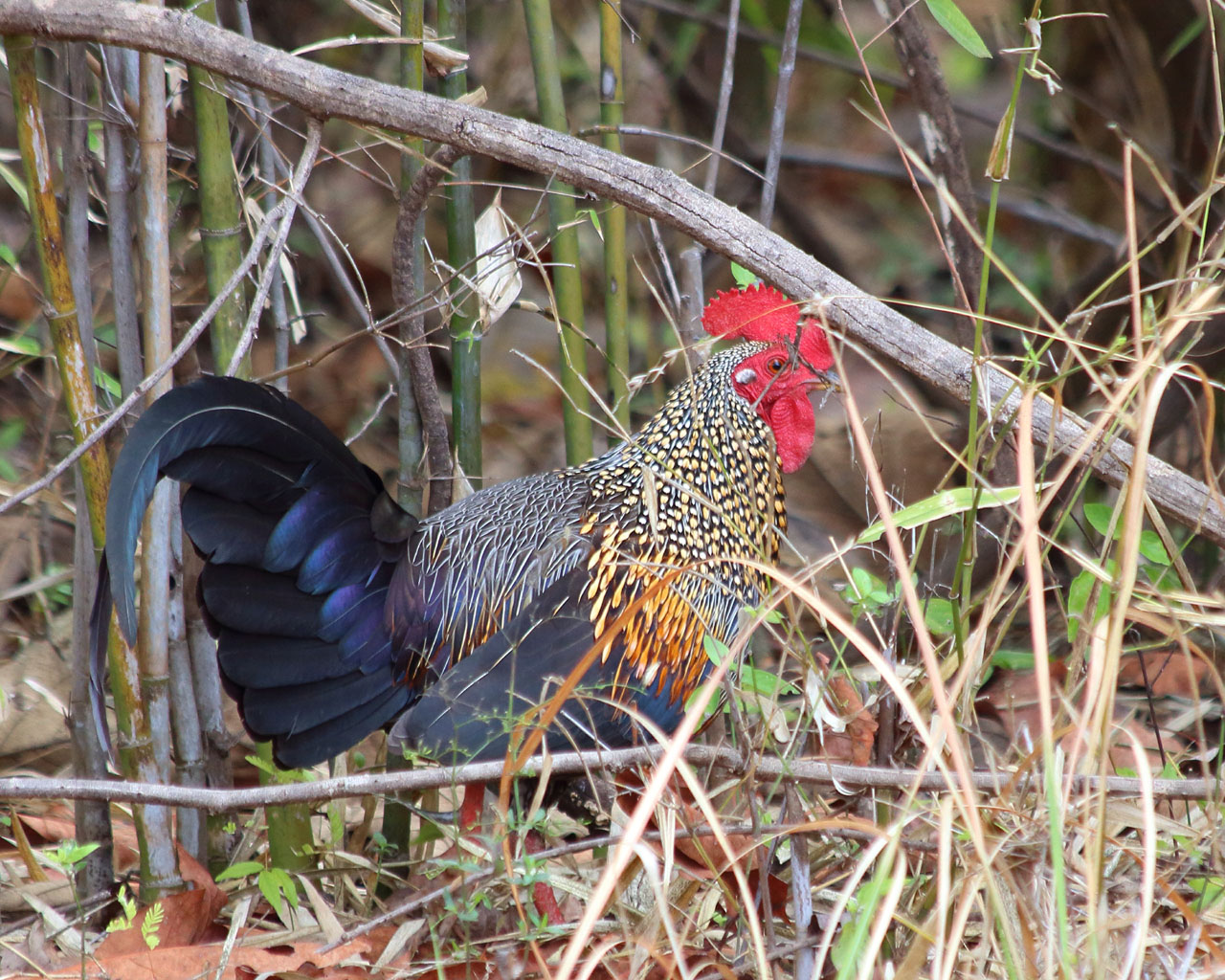
(Parc national de Tadoba, Inde)

Cette espèce est essentiellement monogame.
La période de reproduction est généralement de février à mai, mais peut varier selon les régions.
La poule construit son nid dans un endroit isolé de ses prédateurs (souches d'arbres creux, terriers abandonnés, dans les broussailles et les buissons...), généralement au niveau du sol car les poussins sont nidifuges.
Seule la poule se charge de la couvaison, durant environ 20-21 jours de 3 à 5 œufs, pondus au rythme d'un par jour, mais les poussins « synchronisent » leur éclosion.
Durant cette période, la poule quitte le nid furtivement pour se nourrir et s'abreuver afin de conserver la chaleur nécessaire au bon développement des embryons (37,5 à 38,5 °C).
Une fois éclos, les poussins resteront durant au moins deux semaines avec leur mère, celle-ci grattant le sol à la recherche de nourriture (végétaux, insectes, mollusques...) afin de leur apprendre tout en leur distribuant ses trouvailles, et la nuit tombante, ils se réfugient sous elle pour rester au chaud et être en sécurité.
Durant la couvaison, le coq surveille attentivement sa ou ses poules et les protège d'éventuels prédateurs, avec acharnement jusqu'à la mort si nécessaire, usant de son bec et de ses ergots. Une fois les œufs éclos, il surveille attentivement sa progéniture, leur distribuant les petites proies qu'il trouve.
Les poussins naissent recouverts d'un duvet jaunâtre, le dessus de la tête et du dos sont couverts d'une bande marron (d'avant en arrière), elle-même recouverte de 2 petites bandes sur les côtés de cette première, une plus claire et l'autre plus sombre, les camouflant sur le sol, les feuilles mortes et les branchages. Ils sont identiques aux poussins des races domestiques des variétés dorées (doré-saumoné, perdrix-doré) qui sont les couleurs rencontrées chez les sous-espèces sauvages, et ne diffèrent guère en coloris des poussins des autres espèces de phasianidés.
Les coqs de cette espèce atteignent leur pleine maturité à 2 ans.

## Habitat
Le coq de Sonnerat vit au sud et à l'ouest de l'Inde, dans des environnements très diversifiés.
Son principal prédateur en milieu naturel est l'aigle montagnard.
C'est une des espèces de coqs sauvages des plus répandues en faisanderie française.

## Régime alimentaire
Omnivore, il se nourrit principalement de graines et d'insectes.